# Stazione meteorologica di Brindisi Casale
La stazione meteorologica di Brindisi Casale è la stazione meteorologica di riferimento per il servizio meteorologico dell'Aeronautica Militare e per l'Organizzazione meteorologica mondiale, relativa alla città di Brindisi.

## Caratteristiche
La stazione meteorologica si trova nell'Italia meridionale, in Puglia, nel comune di Brindisi, presso l'aeroporto di Brindisi-Casale, a 10 metri s.l.m. e alle coordinate geografiche 40°39′28.33″N 17°57′05.59″E.
Oltre a rilevare i dati 24 ore su 24 su temperatura, precipitazioni, umidità relativa, eliofania, direzione e velocità del vento, quella di Brindisi è una delle otto stazioni italiane in cui vengono effettuate osservazioni in quota grazie ai radiosondaggi, con un almeno due lanci di palloni sonda al giorno (alle ore 0 e alle ore 12 UTC). Dal marzo 2021 quest'attività è stata trasferita all'aeroporto di Lecce-Galatina, con la stessa frequenza giornaliera di lanci.
Dal 10 dicembre 2015 la torre di controllo dell'aeroporto è passata dalla gestione militare a quella civile,.È probabile che a seguito dell'adeguamento dei sistemi tecnologici anche la stazione meteorologica passerà sotto la gestione dell'Ente Nazionale per l'Assistenza al Volo. Al momento tuttavia non esistono prove di un tale passaggio. Al contrario lo stesso Distaccamento Aeroportuale di Brindisi, indica tra le sue mansioni di fornire ancora "il servizio meteo all'aviazione civile". Pertanto, al momento, si può affermare che la stazione meteorologica brindisina sia ancora sotto gestione AM, anche se risulta molto probabile un suo passaggio all'ENAV.
In data 16 gennaio 2018, alle ore 11.30 locali, la Stazione meteorologica d'osservazione al suolo di Brindisi Casale passa sotto gestione e controllo ENAV.

## Medie climatiche ufficiali

### Dati climatologici 1981-2010
In base alla media trentennale di riferimento 1981-2010, la temperatura media del mese più freddo, febbraio, si attesta a quasi +9,8 °C; quella del mese più caldo, agosto, è di circa +25,7 °C. Nel medesimo trentennio, la temperatura massima assoluta di +44,4 °C è stata registrata nel luglio 2007, mentre la temperatura minima assoluta di -3,0 °C risale al gennaio 1985. Mediamente si contano annualmente 32,4 giorni con temperatura massima eguale o superiore ai 30 °C e 0,9 giorni di gelo.
Le precipitazioni medie annue si attestano a 604 mm, mediamente distribuite in 64 giorni di pioggia, con moderato picco tra autunno e inverno ed accentuatissimo minimo in estate.
L'eliofania assoluta media annua si attesta a 7,1 ore giornaliere, con massimo di 11,2 ore medie giornaliere in luglio e minimo di 3,7 ore medie giornaliere in dicembre.
| Brindisi Casale (1981-2010)        | Mesi        | Mesi        | Mesi        | Mesi        | Mesi        | Mesi        | Mesi        | Mesi        | Mesi        | Mesi        | Mesi        | Mesi        | Stagioni | Stagioni | Stagioni | Stagioni | Anno  |
| Brindisi Casale (1981-2010)        | Gen         | Feb         | Mar         | Apr         | Mag         | Giu         | Lug         | Ago         | Set         | Ott         | Nov         | Dic         | Inv      | Pri      | Est      | Aut      | Anno  |
| ---------------------------------- | ----------- | ----------- | ----------- | ----------- | ----------- | ----------- | ----------- | ----------- | ----------- | ----------- | ----------- | ----------- | -------- | -------- | -------- | -------- | ----- |
| T. max. media (°C)                 | 13,0        | 13,1        | 15,3        | 18,2        | 22,8        | 26,8        | 29,4        | 29,6        | 26,2        | 22,1        | 17,6        | 14,2        | 13,4     | 18,8     | 28,6     | 22,0     | 20,7  |
| T. min. media (°C)                 | 6,6         | 6,4         | 8,1         | 10,5        | 14,7        | 18,7        | 21,5        | 21,7        | 18,5        | 15,1        | 11,0        | 7,9         | 7,0      | 11,1     | 20,6     | 14,9     | 13,4  |
| T. max. assoluta (°C)              | 20,6 (1995) | 22,0 (1995) | 27,0 (2001) | 27,4 (1985) | 35,4 (2001) | 43,4 (1982) | 44,4 (2007) | 43,8 (1994) | 37,0 (1988) | 31,6 (1994) | 27,0 (1992) | 24,4 (2004) | 24,4     | 35,4     | 44,4     | 37,0     | 44,4  |
| T. min. assoluta (°C)              | −3,0 (1985) | −2,4 (1993) | −1,6 (1987) | 2,0 (1997)  | 6,4 (1982)  | 9,8 (1991)  | 14,4 (2004) | 14,0 (1993) | 9,8 (2002)  | 6,8 (2007)  | 1,4 (1995)  | −1,6 (2007) | −3,0     | −1,6     | 9,8      | 1,4      | −3,0  |
| Giorni di calura (Tmax ≥ 30 °C)    | 0,0         | 0,0         | 0,0         | 0,0         | 0,7         | 5,3         | 11,2        | 12,5        | 2,6         | 0,1         | 0,0         | 0,0         | 0,0      | 0,7      | 29,0     | 2,7      | 32,4  |
| Giorni di gelo (Tmin ≤ 0 °C)       | 0,2         | 0,4         | 0,1         | 0,0         | 0,0         | 0,0         | 0,0         | 0,0         | 0,0         | 0,0         | 0,0         | 0,2         | 0,8      | 0,1      | 0,0      | 0,0      | 0,9   |
| Precipitazioni (mm)                | 65,0        | 60,8        | 62,7        | 49,4        | 26,5        | 15,0        | 11,7        | 19,0        | 58,5        | 73,5        | 81,9        | 80,0        | 205,8    | 138,6    | 45,7     | 213,9    | 604,0 |
| Giorni di pioggia                  | 8           | 7           | 7           | 6           | 4           | 2           | 1           | 2           | 5           | 6           | 7           | 9           | 24       | 17       | 5        | 18       | 64    |
| Eliofania assoluta (ore al giorno) | 4,3         | 5,2         | 6,2         | 6,9         | 9,1         | 10,1        | 11,2        | 10,3        | 7,7         | 6,2         | 4,7         | 3,7         | 4,4      | 7,4      | 10,5     | 6,2      | 7,1   |

### Dati climatologici 1971-2000
In base alle medie climatiche del periodo 1971-2000, la temperatura media del mese più freddo, gennaio, è di +9,8 °C, mentre quella del mese più caldo, agosto, è di +25,1 °C; mediamente si contano 1,2 giorni di gelo all'anno e 25,1 giorni con temperatura massima uguale o superiore ai +30 °C. I valori estremi di temperatura registrati nel medesimo trentennio sono i -6,4 °C del gennaio 1979 e i +43,8 °C dell'agosto 1994.
Le precipitazioni medie annue si attestano a 605 mm, mediamente distribuite in 68 giorni di pioggia, con minimo in estate, picco massimo in autunno-inverno.
L'umidità relativa media annua fa registrare il valore di 75 % con minimi di 72 % a giugno e a luglio e massimi di 78 % a dicembre e a gennaio; mediamente si contano 20 giorni di nebbia all'anno.
Di seguito è riportata la tabella con le medie climatiche e i valori massimi e minimi assoluti registrati nel trantennio 1971-2000 e pubblicati nell'Atlante Climatico d'Italia del Servizio Meteorologico dell'Aeronautica Militare relativo al medesimo trentennio.
| Brindisi Casale (1971-2000)     | Mesi        | Mesi        | Mesi        | Mesi        | Mesi        | Mesi        | Mesi        | Mesi        | Mesi        | Mesi        | Mesi        | Mesi        | Stagioni | Stagioni | Stagioni | Stagioni | Anno  |
| Brindisi Casale (1971-2000)     | Gen         | Feb         | Mar         | Apr         | Mag         | Giu         | Lug         | Ago         | Set         | Ott         | Nov         | Dic         | Inv      | Pri      | Est      | Aut      | Anno  |
| ------------------------------- | ----------- | ----------- | ----------- | ----------- | ----------- | ----------- | ----------- | ----------- | ----------- | ----------- | ----------- | ----------- | -------- | -------- | -------- | -------- | ----- |
| T. max. media (°C)              | 13,0        | 13,2        | 15,0        | 17,9        | 22,2        | 26,3        | 28,7        | 29,0        | 26,0        | 21,8        | 17,3        | 14,2        | 13,5     | 18,4     | 28,0     | 21,7     | 20,4  |
| T. min. media (°C)              | 6,5         | 6,5         | 7,8         | 10,0        | 14,1        | 18,0        | 20,7        | 21,1        | 18,2        | 14,8        | 10,6        | 7,6         | 6,9      | 10,6     | 19,9     | 14,5     | 13,0  |
| T. max. assoluta (°C)           | 20,6 (1995) | 22,0 (1995) | 23,6 (1981) | 27,4 (1985) | 35,0 (1994) | 43,4 (1982) | 43,0 (2000) | 43,8 (1994) | 37,0 (1994) | 31,6 (1994) | 27,0 (1992) | 22,4 (1992) | 22,4     | 35,0     | 43,8     | 37,0     | 43,8  |
| T. min. assoluta (°C)           | −6,4 (1979) | −2,4 (1993) | −1,6 (1987) | 2,0 (1997)  | 5,6 (1978)  | 9,8 (1991)  | 12,4 (1978) | 13,8 (1980) | 9,0 (1971)  | 4,0 (1972)  | 1,0 (1975)  | −1,0 (1976) | −6,4     | −1,6     | 9,8      | 1,0      | −6,4  |
| Giorni di calura (Tmax ≥ 30 °C) | 0,0         | 0,0         | 0,0         | 0,0         | 0,0         | 4,1         | 8,7         | 10,1        | 2,2         | 0,0         | 0,0         | 0,0         | 0,0      | 0,0      | 22,9     | 2,2      | 25,1  |
| Giorni di gelo (Tmin ≤ 0 °C)    | 0,4         | 0,5         | 0,2         | 0,0         | 0,0         | 0,0         | 0,0         | 0,0         | 0,0         | 0,0         | 0,0         | 0,1         | 1,0      | 0,2      | 0,0      | 0,0      | 1,2   |
| Precipitazioni (mm)             | 65,3        | 79,5        | 64,2        | 45,9        | 23,6        | 14,8        | 12,1        | 23,7        | 49,4        | 76,8        | 84,5        | 65,1        | 209,9    | 133,7    | 50,6     | 210,7    | 604,9 |
| Giorni di pioggia               | 8           | 8           | 7           | 6           | 4           | 2           | 2           | 3           | 5           | 7           | 8           | 8           | 24       | 17       | 7        | 20       | 68    |
| Giorni di nebbia                | 3           | 2           | 2           | 2           | 2           | 1           | 0           | 1           | 1           | 2           | 2           | 2           | 7        | 6        | 2        | 5        | 20    |
| Umidità relativa media (%)      | 78          | 76          | 75          | 74          | 73          | 72          | 72          | 73          | 75          | 77          | 77          | 78          | 77,3     | 74       | 72,3     | 76,3     | 75    |

### Dati climatologici 1961-1990
In base alle medie di riferimento trentennale (1961-1990), la temperatura media del mese più freddo, gennaio, si attesta a +9,5 °C, mentre quella del mese più caldo, agosto, è di +24,6 °C. Nel medesimo trentennio, la temperatura minima assoluta ha toccato i -6,4 °C nel gennaio 1979 (media delle minime assolute annue di -0,5 °C), mentre la massima assoluta ha fatto registrare i +43,4 °C nel giugno 1982 (media delle massime assolute annue di +36,8 °C). Mediamente si contano annualmente 20,9 giorni con temperatura massima eguale o superiore ai 30 °C e 1,7 giorni di gelo.
La nuvolosità media annua si attesta a 3,8 okta giornalieri, con minimo di 1,6 okta giornalieri a luglio e massimi di 5 okta giornalieri a gennaio e a febbraio.
Le precipitazioni medie annue, inferiori ai 600 mm, presentano un minimo in primavera-estate ed un picco in autunno-inverno.
L'umidità relativa media annua fa registrare il valore di 73,8% con minimo di 70% a luglio e massimo di 78& a gennaio.
L'eliofania assoluta media annua si attesta a 6,8 ore giornaliere, con massimo di 10,8 ore giornaliere a luglio e minimo di 3,6 ore giornaliere a dicembre.
La pressione atmosferica media al livello del mare è di 1014,9 hPa, con massimi di 1017 hPa ad ottobre e a novembre e minimo di 1013 hPa ad aprile.
| Brindisi Casale (1961-1990)                          | Mesi        | Mesi        | Mesi        | Mesi        | Mesi        | Mesi        | Mesi        | Mesi        | Mesi        | Mesi        | Mesi        | Mesi        | Stagioni | Stagioni | Stagioni | Stagioni | Anno    |
| Brindisi Casale (1961-1990)                          | Gen         | Feb         | Mar         | Apr         | Mag         | Giu         | Lug         | Ago         | Set         | Ott         | Nov         | Dic         | Inv      | Pri      | Est      | Aut      | Anno    |
| ---------------------------------------------------- | ----------- | ----------- | ----------- | ----------- | ----------- | ----------- | ----------- | ----------- | ----------- | ----------- | ----------- | ----------- | -------- | -------- | -------- | -------- | ------- |
| T. max. media (°C)                                   | 12,7        | 13,2        | 15,0        | 18,0        | 22,0        | 25,8        | 28,5        | 28,6        | 25,9        | 21,6        | 17,4        | 14,1        | 13,3     | 18,3     | 27,6     | 21,6     | 20,2    |
| T. min. media (°C)                                   | 6,3         | 6,6         | 7,9         | 10,1        | 13,7        | 17,6        | 20,4        | 20,6        | 18,2        | 14,7        | 10,5        | 7,6         | 6,8      | 10,6     | 19,5     | 14,5     | 12,9    |
| T. max. assoluta (°C)                                | 20,0 (1979) | 21,4 (1990) | 23,6 (1981) | 27,4 (1985) | 33,2 (1973) | 43,4 (1982) | 41,0 (1987) | 38,4 (1963) | 37,0 (1988) | 30,0 (1973) | 26,0 (1990) | 21,6 (1989) | 21,6     | 33,2     | 43,4     | 37,0     | 43,4    |
| T. min. assoluta (°C)                                | −6,4 (1979) | −1,0 (1969) | −2,4 (1963) | 2,6 (1988)  | 5,4 (1962)  | 10,1 (1963) | 12,4 (1978) | 13,6 (1965) | 9,0 (1971)  | 4,0 (1972)  | 1,0 (1975)  | −2,5 (1961) | −6,4     | −2,4     | 10,1     | 1,0      | −6,4    |
| Giorni di calura (Tmax ≥ 30 °C)                      | 0,0         | 0,0         | 0,0         | 0,0         | 0,5         | 3,1         | 7,3         | 8,0         | 2,0         | 0,0         | 0,0         | 0,0         | 0,0      | 0,5      | 18,4     | 2,0      | 20,9    |
| Giorni di gelo (Tmin ≤ 0 °C)                         | 0,9         | 0,4         | 0,3         | 0,0         | 0,0         | 0,0         | 0,0         | 0,0         | 0,0         | 0,0         | 0,0         | 0,1         | 1,4      | 0,3      | 0,0      | 0,0      | 1,7     |
| Nuvolosità (okta al giorno)                          | 5,0         | 5,0         | 4,7         | 4,3         | 3,6         | 2,8         | 1,6         | 1,9         | 2,9         | 3,9         | 4,6         | 4,9         | 5,0      | 4,2      | 2,1      | 3,8      | 3,8     |
| Precipitazioni (mm)                                  | 60,2        | 63,1        | 73,4        | 35,0        | 28,7        | 19,4        | 10,3        | 25,3        | 45,6        | 71,0        | 74,2        | 68,1        | 191,4    | 137,1    | 55,0     | 190,8    | 574,3   |
| Giorni di pioggia                                    | 9           | 8           | 8           | 6           | 4           | 3           | 2           | 3           | 4           | 6           | 7           | 9           | 26       | 18       | 8        | 17       | 69      |
| Umidità relativa media (%)                           | 78          | 75          | 74          | 72          | 70          | 71          | 70          | 72          | 74          | 76          | 77          | 77          | 76,7     | 72       | 71       | 75,7     | 73,8    |
| Eliofania assoluta (ore al giorno)                   | 3,9         | 4,4         | 5,3         | 6,7         | 8,6         | 9,9         | 10,8        | 9,8         | 8,0         | 6,2         | 4,4         | 3,6         | 4,0      | 6,9      | 10,2     | 6,2      | 6,8     |
| Radiazione solare globale media (centesimi di MJ/m²) | 682         | 983         | 1 446       | 1 954       | 2 431       | 2 723       | 2 762       | 2 436       | 1 852       | 1 260       | 808         | 606         | 2 271    | 5 831    | 7 921    | 3 920    | 19 943  |
| Pressione a 0 metri s.l.m. (hPa)                     | 1 016       | 1 014       | 1 014       | 1 013       | 1 014       | 1 014       | 1 014       | 1 014       | 1 016       | 1 017       | 1 017       | 1 016       | 1 015,3  | 1 013,7  | 1 014    | 1 016,7  | 1 014,9 |

### Dati climatologici 1951-1980
In base alla media trentennale di riferimento (1951-1980) per l'Organizzazione mondiale della meteorologia, la temperatura media del mese più freddo, gennaio, si attesta a quasi +9,6 °C; quella del mese più caldo, agosto, è di +24,5 °C. Nel medesimo trentennio, la temperatura massima assoluta di +40,2 °C è stata registrata nel luglio 1973, mentre la temperatura minima assoluta di -6,4 °C risale al gennaio 1979. Mediamente si contano annualmente 21,1 giorni con temperatura massima eguale o superiore ai 30 °C e 1,8 giorni di gelo.
Le precipitazioni medie annue si attestano a 617,4 mm, mediamente distribuite in 72 giorni di pioggia, con moderato picco tra autunno e inverno ed accentuatissimo minimo in estate.
| Brindisi Casale (1951-1980)     | Mesi        | Mesi        | Mesi        | Mesi        | Mesi        | Mesi        | Mesi        | Mesi        | Mesi        | Mesi        | Mesi        | Mesi        | Stagioni | Stagioni | Stagioni | Stagioni | Anno  |
| Brindisi Casale (1951-1980)     | Gen         | Feb         | Mar         | Apr         | Mag         | Giu         | Lug         | Ago         | Set         | Ott         | Nov         | Dic         | Inv      | Pri      | Est      | Aut      | Anno  |
| ------------------------------- | ----------- | ----------- | ----------- | ----------- | ----------- | ----------- | ----------- | ----------- | ----------- | ----------- | ----------- | ----------- | -------- | -------- | -------- | -------- | ----- |
| T. max. media (°C)              | 12,8        | 13,6        | 15,1        | 18,0        | 22,1        | 26,0        | 28,5        | 28,7        | 25,8        | 21,5        | 17,6        | 14,3        | 13,6     | 18,4     | 27,7     | 21,6     | 20,3  |
| T. min. media (°C)              | 6,3         | 6,6         | 7,8         | 9,9         | 13,4        | 17,4        | 20,0        | 20,3        | 17,8        | 14,4        | 10,6        | 7,9         | 6,9      | 10,4     | 19,2     | 14,3     | 12,7  |
| T. max. assoluta (°C)           | 20,0 (1979) | 23,0 (1955) | 26,7 (1952) | 27,2 (1968) | 33,2 (1973) | 37,2 (1957) | 40,2 (1973) | 39,5 (1951) | 35,0 (1963) | 30,0 (1973) | 25,6 (1965) | 22,5 (1955) | 23,0     | 33,2     | 40,2     | 35,0     | 40,2  |
| T. min. assoluta (°C)           | −6,4 (1979) | −1,6 (1956) | −4,2 (1956) | 2,4 (1956)  | 5,1 (1957)  | 10,1 (1963) | 12,4 (1978) | 13,6 (1965) | 9,0 (1971)  | 4,0 (1972)  | 0,4 (1957)  | −2,5 (1961) | −6,4     | −4,2     | 10,1     | 0,4      | −6,4  |
| Giorni di calura (Tmax ≥ 30 °C) | 0,0         | 0,0         | 0,0         | 0,0         | 0,6         | 3,1         | 7,4         | 8,1         | 1,9         | 0,0         | 0,0         | 0,0         | 0,0      | 0,6      | 18,6     | 1,9      | 21,1  |
| Giorni di gelo (Tmin ≤ 0 °C)    | 0,9         | 0,5         | 0,3         | 0,0         | 0,0         | 0,0         | 0,0         | 0,0         | 0,0         | 0,0         | 0,0         | 0,1         | 1,5      | 0,3      | 0,0      | 0,0      | 1,8   |
| Precipitazioni (mm)             | 81,8        | 68,5        | 65,7        | 38,0        | 32,3        | 20,2        | 17,8        | 28,7        | 44,2        | 73,8        | 76,2        | 70,2        | 220,5    | 136,0    | 66,7     | 194,2    | 617,4 |
| Giorni di pioggia               | 10          | 8           | 8           | 6           | 4           | 3           | 2           | 3           | 4           | 7           | 8           | 9           | 27       | 18       | 8        | 19       | 72    |

## Temperature estreme mensili dal 1943 ad oggi
Nella tabella sottostante sono riportate le temperature massime e minime assolute mensili, stagionali ed annuali dal 1943 ad oggi, con il relativo anno in cui si queste si sono registrate. Nei giorni 10 ed 11 gennaio 2016 furono raggiunti ben 22°C però non sono considerati record mensili dato che nella prima metà del mese, gran parte del mese di febbraio e parte di marzo 2016 la stazione meteorologica ha subìto una sovrastima dei dati; si ritiene affidabile che rimanga il record mensile del 26 gennaio 1995 di 20,6°C. La massima assoluta del periodo esaminato di +44,4 °C è del luglio 2007, mentre la minima assoluta di -6,4 °C risale al gennaio 1979.
| Brindisi Casale (1943-2023) | Mesi        | Mesi        | Mesi        | Mesi        | Mesi        | Mesi        | Mesi        | Mesi        | Mesi        | Mesi        | Mesi        | Mesi        | Stagioni | Stagioni | Stagioni | Stagioni | Anno |
| Brindisi Casale (1943-2023) | Gen         | Feb         | Mar         | Apr         | Mag         | Giu         | Lug         | Ago         | Set         | Ott         | Nov         | Dic         | Inv      | Pri      | Est      | Aut      | Anno |
| --------------------------- | ----------- | ----------- | ----------- | ----------- | ----------- | ----------- | ----------- | ----------- | ----------- | ----------- | ----------- | ----------- | -------- | -------- | -------- | -------- | ---- |
| T. max. assoluta (°C)       | 20,6 (1995) | 23,0 (1955) | 27,0 (2001) | 28,7 (2024) | 35,4 (2001) | 43,4 (1982) | 44,4 (2007) | 43,8 (1994) | 39,6 (1946) | 31,6 (1994) | 27,0 (1992) | 22,5 (1955) | 23,0     | 35,4     | 44,4     | 39,6     | 44,4 |
| T. min. assoluta (°C)       | −6,4 (1979) | −2,6 (1944) | −4,2 (1956) | 0,8 (1944)  | 5,1 (1957)  | 9,8 (1991)  | 12,4 (1948) | 13,6 (1965) | 9,0 (1971)  | 4,0 (1972)  | 0,4 (1957)  | −2,5 (1961) | −6,4     | −4,2     | 9,8      | 0,4      | −6,4 |

## Medie climatiche aerologiche ufficiali
Nelle tabelle sottostanti sono riportate le medie climatiche registrate dalla stazione aerologica fino al 1960.

### Valori medi delle altezze in metri geopotenziali fino al 1960
| Brindisi Casale                    | Gen   | Feb   | Mar   | Apr   | Mag   | Giu   | Lug   | Ago   | Set   | Ott   | Nov   | Dic   |
| ---------------------------------- | ----- | ----- | ----- | ----- | ----- | ----- | ----- | ----- | ----- | ----- | ----- | ----- |
| Altezza media (m gp) a 40 hPa      | 21890 | 21650 | 21840 | 22000 | 22240 | 22380 | 22530 | 22470 | 22330 | 22100 | 21890 | 21850 |
| Altezza media (m gp) a 60 hPa      | 19320 | 19280 | 19350 | 19400 | 19610 | 19740 | 19900 | 19860 | 19730 | 19560 | 19340 | 19300 |
| Altezza media (m gp) a 100 hPa     | 16060 | 16070 | 16110 | 16150 | 16350 | 16500 | 16660 | 16620 | 16500 | 16340 | 16180 | 16090 |
| Altezza media (m gp) a 150 hPa     | 13480 | 13490 | 13530 | 13550 | 13770 | 13910 | 14110 | 14070 | 13960 | 13810 | 13640 | 13530 |
| Altezza media (m gp) a 200 hPa     | 11640 | 11650 | 11670 | 11760 | 11930 | 12080 | 12240 | 12260 | 12120 | 11960 | 11820 | 11710 |
| Altezza media (m gp) a 300 hPa     | 9050  | 9070  | 9080  | 9110  | 9300  | 9420  | 9520  | 9540  | 9460  | 9350  | 9230  | 9100  |
| Altezza media (m gp) a 400 hPa     | 7100  | 7130  | 7140  | 7180  | 7320  | 7420  | 7460  | 7500  | 7430  | 7360  | 7250  | 7160  |
| Altezza media (m gp) a 500 hPa     | 5520  | 5540  | 5550  | 5570  | 5690  | 5760  | 5800  | 5820  | 5770  | 5710  | 5620  | 5550  |
| Altezza media (m gp) a 600 hPa     | 4160  | 4180  | 4180  | 4200  | 4290  | 4360  | 4370  | 4390  | 4350  | 4320  | 4260  | 4190  |
| Altezza media (m gp) a 700 hPa     | 2980  | 3000  | 2990  | 3010  | 3080  | 3110  | 3140  | 3150  | 3120  | 3100  | 3040  | 3000  |
| Altezza media (m gp) a 800 hPa     | 1930  | 1950  | 1930  | 1940  | 1990  | 2020  | 2030  | 2050  | 2030  | 2010  | 1980  | 1940  |
| Altezza media (m gp) a 850 hPa     | 1440  | 1470  | 1440  | 1440  | 1490  | 1520  | 1510  | 1540  | 1520  | 1510  | 1480  | 1450  |
| Altezza media (m gp) a 900 hPa     | 1020  | 1000  | 980   | 980   | 1020  | 1030  | 1030  | 1050  | 1040  | 1050  | 1010  | 990   |
| Brindisi Casale                    | Gen   | Feb   | Mar   | Apr   | Mag   | Giu   | Lug   | Ago   | Set   | Ott   | Nov   | Dic   |
| Altezza media (m gp) in tropopausa | 10290 | 10610 | 10340 | 10410 | 11110 | 11650 | 12400 | 12940 | 12530 | 11750 | 11170 | 10530 |
| Altezza (m gp) al suolo            | 3     | 3     | 3     | 3     | 3     | 3     | 3     | 3     | 3     | 3     | 3     | 3     |

### Valori medi delle temperature in quota fino al 1960
| Brindisi Casale            | Gen   | Feb   | Mar   | Apr   | Mag   | Giu   | Lug   | Ago   | Set   | Ott   | Nov   | Dic   |
| -------------------------- | ----- | ----- | ----- | ----- | ----- | ----- | ----- | ----- | ----- | ----- | ----- | ----- |
| T media (°C) a 40 hPa      | −55,1 | −55,5 | −54,0 | −52,7 | −51,5 | −50,1 | −50,3 | −50,7 | −50,9 | −54,3 | −58,4 | −57,4 |
| T media (°C) a 60 hPa      | −55,8 | −57,8 | −56,6 | −54,4 | −54,6 | −54,6 | −54,7 | −54,8 | −54,1 | −56,4 | −60,1 | −58,7 |
| T media (°C) a 100 hPa     | −56,3 | −57,9 | −56,6 | −55,4 | −55,4 | −56,3 | −60,4 | −60,2 | −57,7 | −59,0 | −60,8 | −58,4 |
| T media (°C) a 150 hPa     | −55,0 | −56,4 | −53,9 | −53,5 | −54,8 | −54,5 | −55,8 | −57,0 | −57,1 | −58,8 | −59,2 | −56,7 |
| T media (°C) a 200 hPa     | −56,2 | −58,6 | −55,5 | −54,6 | −56,8 | −55,7 | −50,7 | −52,4 | −56,0 | −57,4 | −59,1 | −57,3 |
| T media (°C) a 300 hPa     | −49,4 | −49,8 | −49,5 | −48,0 | −45,4 | −41,6 | −37,8 | −37,4 | −40,7 | −44,3 | −46,8 | −48,9 |
| T media (°C) a 400 hPa     | −36,1 | −35,8 | −35,2 | −33,7 | −29,9 | −25,9 | −22,7 | −22,4 | −25,0 | −28,2 | −31,7 | −34,7 |
| T media (°C) a 500 hPa     | −24,3 | −23,8 | −23,4 | −21,7 | −17,4 | −13,7 | −11,2 | −10,4 | −12,8 | −16,4 | −19,5 | −22,7 |
| T media (°C) a 600 hPa     | −14,8 | −14,2 | −14,0 | −12,0 | −8,1  | −4,6  | −1,5  | −0,8  | −3,9  | −7,0  | −10,1 | −13,1 |
| T media (°C) a 700 hPa     | −7,7  | −6,9  | −6,6  | −4,5  | −0,3  | 3,0   | 5,7   | 6,8   | 3,1   | 0,4   | −2,7  | −5,7  |
| T media (°C) a 800 hPa     | −1,8  | −1,3  | −0,3  | 1,7   | 6,4   | 9,6   | 12,1  | 13,4  | 9,1   | 6,3   | 2,8   | 0,1   |
| T media (°C) a 850 hPa     | 0,7   | 1,2   | 2,4   | 4,8   | 9,6   | 13,2  | 15,7  | 16,9  | 12,1  | 9,3   | 5,5   | 2,9   |
| T media (°C) a 900 hPa     | 3,5   | 3,9   | 5,3   | 7,9   | 12,6  | 16,5  | 19,0  | 20,1  | 15,2  | 12,2  | 8,5   | 5,8   |
| Brindisi Casale            | Gen   | Feb   | Mar   | Apr   | Mag   | Giu   | Lug   | Ago   | Set   | Ott   | Nov   | Dic   |
| T media (°C) in tropopausa | −57,7 | −60,4 | −58,1 | −56,7 | −57,7 | −57,8 | −55,3 | −57,6 | −58,5 | −58,6 | −60,0 | −58,3 |
| T media (°C) al suolo      | 9,9   | 10,1  | 11,5  | 14,1  | 17,5  | 21,8  | 24,1  | 25,1  | 21,9  | 18,4  | 14,9  | 12,0  |